# Сітка (електронна мікроскопія)

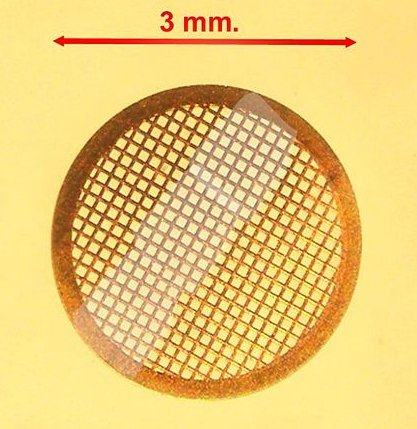
Сітка з ультратонким зрізом

Сі́тка (англ. grid) або сі́тка для підтри́мки зразка́ (англ. specimen support grid) — кругла металева сітчаста пластинка, на якій розміщуються зразки для трансмісійної електронної мікроскопії (ТЕМ). Найчастіше сітки виготовляють з міді, але також використовують сітки з інших металів (в тих випадках, коли застосовуються речовини, що окислюють мідь), таких як золото, нікель, платина або сплавів, як сплав платини з паладієм тощо. Стандартний діаметр сіток, що використовуються у ТЕМ, становить 3,05 мм, а товщину 25-30 мкм. Сітки різняться формами (квадратні, восьмикутні, прямокутні, шестикутні), розмірами та кількістю (50–1000 меш) вічок (англ. mesh). Для стандартних препаратів найчастіше використовуються сітки з невеликою кількістю (зазвичай використовують сітки з малою кількістю вічок, а саме 100-200 меш/дюйм (4-8 на міліметр), оскільки вони мають хорошу електропровідність, що дозволяє надлишок електричного заряду від електронного пучка заземлити до мікроскопа), малих квадратних (90×90 мкм) або шестикутних вічок. Товщина дроту сітки, як правило, становить 35 мкм.